# Americká válka za nezávislost
Americká válka za nezávislost (1775–1783), někdy také americká revoluční válka (anglicky: American Revolutionary War, American War of Independence) byla válka mezi Královstvím Velké Británie a třinácti koloniemi v Severní Americe. Střetnutí skončilo porážkou Británie a uznáním nezávislosti Spojených států amerických.
Po roce 1765 docházelo ke stále větším neshodám mezi britskými koloniemi v Severní Americe a Velkou Británií. Tyto spory postupně přerostly v americkou revoluci, jež vyvrcholila válkou za nezávislost. V roce 1773 vypukly otevřené nepokoje v Bostonu, hlavním městě kolonie Massachusetts Bay. Britové uzavřeli přístav a začali problém řešit silou. Američané reagovali vytvořením Kontinentálního kongresu, který koordinoval postup jednotlivých kolonií a postupně zformovali kontinentální armádu.
V dubnu 1775 se Britové pokusili odzbrojit massachusettskou domobranu (milici), nicméně ve vojenském střetu u Lexingtonu a Concordu neuspěli. Touto bitvou začala otevřená válka. Američané oblehli britskou armádou kontrolovaný Boston. Během obléhání došlo k bitvě u Bunker Hillu, v níž britská armáda za cenu těžkých ztrát dosáhla dílčího taktického úspěchu, který však neměl strategický význam. V té době se do čela americké armády postavil George Washington. V březnu 1776 opustili Britové Boston a začátkem července 1776 došlo k vytvoření Spojených států amerických. Velká Británie zahájila v létě 1776 protiofenzivu. Shromáždila velkou armádu, které velel William Howe, a jež byla posílená o německé pomocné jednotky (Hesenští), a zaútočila na New York, který po bitvě o Long Island obsadila a držela až do konce války. Britové zvítězili v několika následných bitvách, ale tyto úspěchy nakonec vyzněly do ztracena, a to i díky smělému manévru George Washingtona, který v prosinci 1776 překročil řeku Delaware a uštědřil Hesenským porážku u Trentonu. V roce 1777 se britská armáda pokusila rozdělit americké státy vedví, tím že odřízne Novou Anglii od ostatních rebelujících států. Tato kampaň však skončila britskou porážkou u Saratogy v říjnu 1777.
Začátkem roku 1778 se na stranu USA přidala Francie a v září 1779 i Španělsko, což výsledek války výrazně ovlivnilo. Především Francie sehrála důležitou roli, když zásobovala americké patrioty financemi a střelivem, a posléze vyslala na pomoc rebelům své námořnictvo. Britskou pozici zhoršila i válka s Nizozemím (1780–1784).
Britové mezitím přešli na tzv. Jižní strategii. Armáda vedená Charlesem Cornwallisem začala operovat v jižních státech USA (Virginie, Severní Karolína, Jižní Karolína, Georgie) a doufala, že zde podnítí masivní probritské loyalistické hnutí. To se však nepovedlo, a i když zde Britové zaznamenali dílčí úspěchy, postupně byli zatlačováni do defenzívy. V roce 1781 se Cornwallis stáhl do přístavu Yorktown a vyčkával na pomoc či evakuaci. Francouzsko-americká armáda však zabránila oběma alternativám a Britové museli v říjnu 1781 kapitulovat. Tím v zásadě skončily velké vojenské operace a začalo politické vyjednávání.
Britský parlament prosadil v únoru 1782 zastavení vojenských akcí proti Američanům, i když válka proti Francii a Španělsku pokračovala. V září 1783 se USA a Velká Británie dohodly na mírové smlouvě, jež byla uzavřená v Paříži. Britové oficiálně uznali nezávislost Spojených států amerických.

## Pozadí

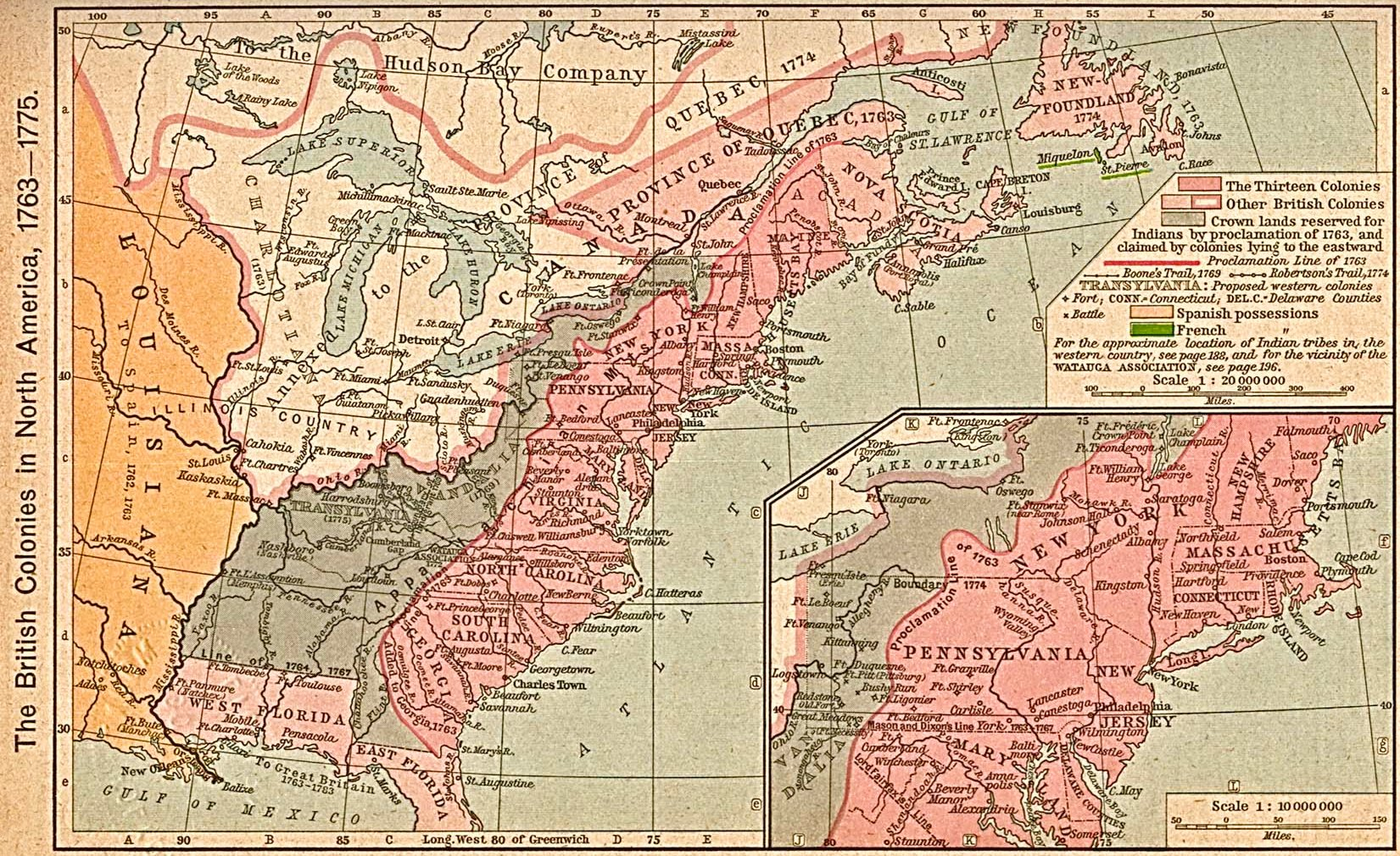
Mapa britských kolonií v Severní Americe (stav mezi lety 1763-76)

Období revoluce začalo v roce 1763, kdy Francie přestala vojensky ohrožovat britské kolonie v Severní Americe. Přijetím názoru, že by kolonie měly platit značnou část výdajů za jejich obranu, zavedla Británie řadu daní, které byly velice nepopulární. Koloniím chyběli volení zástupci v britském parlamentu. Mnoho kolonistů považovalo zákony za neoprávněné. Po protestech v Bostonu vyslala Británie vojenské jednotky a Američané povolali do služby milice. Boje vypukly v roce 1775. Ačkoli bylo asi 15-20 % obyvatelstva loajální britské monarchii, přes válku již vlastenci kontrolovali 80-90 % svého území a Británie ve své moci udržela jen několik pobřežních měst.
V roce 1776 zástupci třinácti kolonií jednomyslně odhlasovali přijetí Deklarace nezávislosti Spojených států, kterou byla vyhlášena nezávislost Spojených států na britské koruně. Američané vytvořili v roce 1778 koalici s Francií, která jim pomohla vyrovnat vojenské a námořní síly. Dvě britské armády byly zajaty u Saratogy v roce 1777 a Yorktownu v 1781, což vedlo k podepsání Pařížského míru v roce 1783. Spojené státy americké byly v době svého vzniku ohraničeny na severu britskou Kanadou, na jihu španělskou Floridou a na západě řekou Mississippi.

## Žádné zdanění bez zastoupení
Od roku 1763 vlastnila Velká Británie velké území v Severní Americe. Kromě třinácti kolonií, bylo dalších 22 menších spravováno přímo královskými guvernéry. Vítězství v sedmileté válce přineslo Británii území Nové Francie (Kanada), Španělsku Floridu a Indianu, východně od řeky Mississippi. V roce 1765 byli kolonisté stále považováni za subjekty věrné královské koruně, se stejnými právy a povinnostmi jako subjekty ve Velké Británii.
Britská vláda se rozhodla své americké kolonie zatížit daněmi, primárně proto, aby pomohly nést náklady na jejich obranu před Francií během sedmileté války. Problém kolonisté neviděli ani tak ve výši daní (daně ve skutečnosti byly nižší, v porovnání s těmi které platil průměrný občan v Británii), ale ve faktu, že nové daně nebyly s kolonisty řádně projednány. Jelikož neměli žádné zastoupení v britském parlamentu, fráze „Žádné zdanění bez zastoupení“ (anglicky: No Taxation without Representation) se stala populární v mnoha amerických kruzích.
Británie regulovala hospodářství kolonií skrze námořní zákony, které odpovídaly zásadám merkantilismu, které říkaly, že všechno z čehož prospívá impérium, je dobré. Rozšířené vyhýbání se tomuto zákonu bylo dlouhou dobu tolerováno, avšak později začal být razantně vymáhán skrze výnosy „Writs of Assistance“. V roce 1761 Massachusettský právník James Otis u soudu tvrdil, že tyto výnosy poškozují ústavní práva kolonistů a případ prohrál. John Adams po výroku soudu napsal: „Americká nezávislost byla zrozena tehdy a tam“.

## Kolkový zákon stmeluje kolonisty

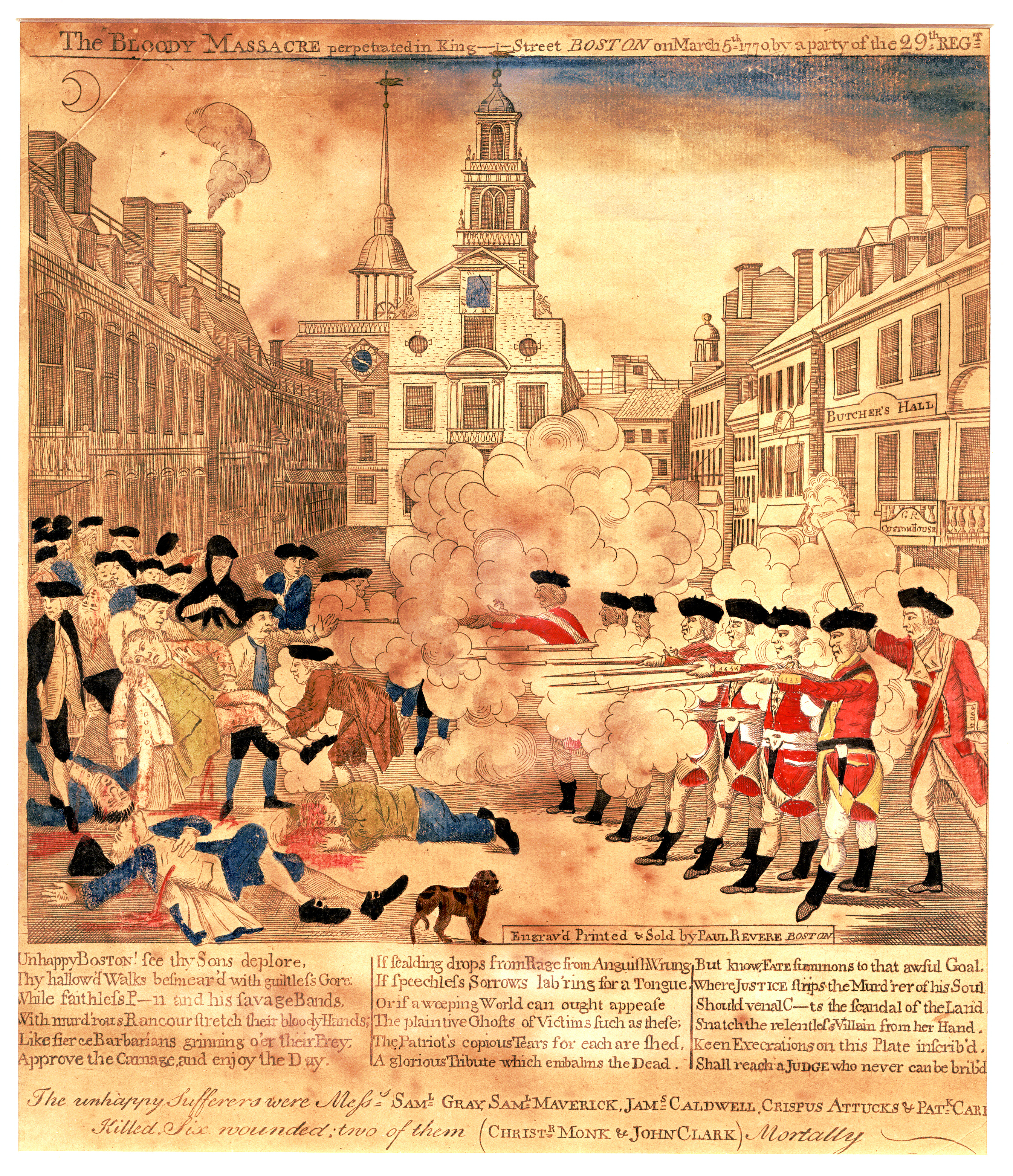
Bostonský masakr (dobová ilustrace)

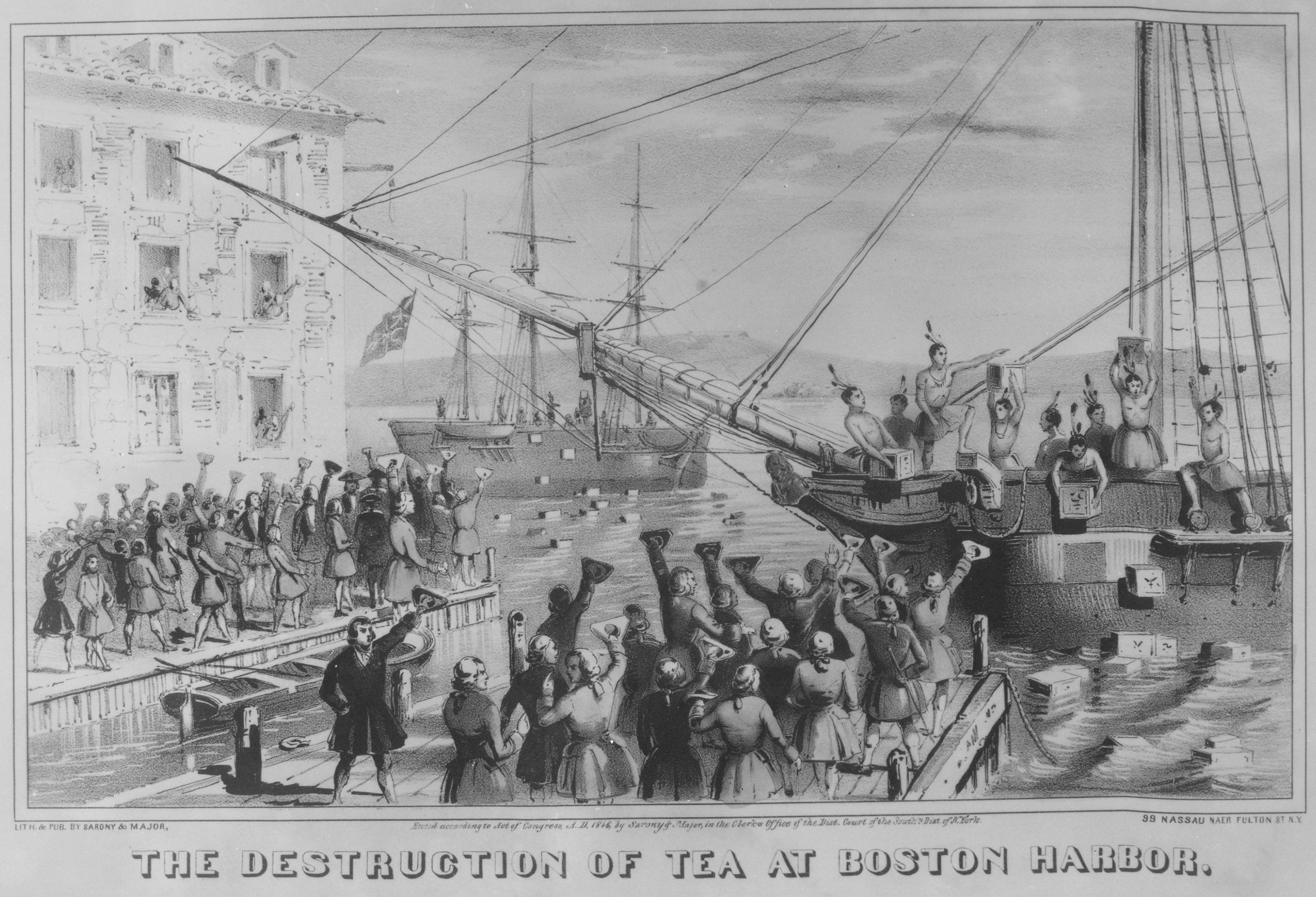
Bostonské pití čaje (dobová kresba)

V roce 1764 uzákonil britský parlament cukrový a měnový zákon, podporující útlak kolonistů. Protest vedl k nové silné zbrani, systematickému bojkotu britského zboží. Britové poté zatlačili kolonisty ještě dále, když ve stejném roce uzákonili Quartering Act, který stanovil, že na určitých územích se mají občané na své náklady postarat o ubytování a stravu pro britské vojáky. V roce 1765 byla kolkovným zákonem poprvé zavedena přímá daň pro kolonisty. Všechny noviny, almanachy, pamflety, oficiální dokumenty, ale i stolní hry a karty musely být opatřeny zvláštním kolkem.
Všech třináct kolonií proti všemu výše uvedenému, vehementně protestovalo, přičemž populární vůdci jako například Patrik Henry ve Virginii a James Otis v Massachusetts burcovali občany k protestům. V mnoha městech vznikl tajný spolek „Sons of Liberty“ (česky: Synové svobody), který vyhrožoval násilím pokud někdo bude prodávat kolky, a tak je z obav raději nikdo neprodával. V Bostonu spálili členové Sons of Liberty záznamy soudu vice-admirality a zabrali elegantní dům šéfa spravedlnosti Thomase Hutchinsona. Několik zákonodárných sborů požadovalo společnou akci: 9 kolonií nakonec vyslalo své delegáty na kongres o kolkovném zákoně, který se konal v New Yorku v říjnu 1765.
Na základě rozprav vedených Johnem Dickinsonem byla vytvořena Deklarace práv a stížností (Declaration of Rights and Grievances) a došlo ke konsenzu, podle kterého jsou daně bezdůvodné a porušují přirozená odvěká práva. Veřejná váha argumentu vyprovokovala ekonomický bojkot britského zboží, protože import do kolonií poklesl z 2 250 000 liber v roce 1764 na 1 944 000 liber v roce 1765.
Když se k moci dostala Rockingamova vláda, zahájil britský parlament debatu, zda kolkový zákon zrušit, nebo vyslat armádu k jeho prosazování. Benjamin Franklin vysvětloval, že kolonie jsou vyčerpány po materiální i fyzické stránce ze série válek s Francouzi a Indiány, že krvácejí při obraně Britského impéria a že daně za tyto války jsou nespravedlivé a mohou přinést pouze rebelii. Parlament souhlasil a daň tedy stáhl. V přehlašovacím aktu z března 1766 však požadoval ponechat si moc určovat zákony koloniím.
V Bostonu se 5. března 1770 kolem skupiny britských vojáků shromáždil dav, který se začal chovat agresivně a házel sněhové koule a smetí na vojáky. Ve zmatku začali vojáci do davu střílet. Bylo zraněno jedenáct lidí, pět lidí následkům vážných zranění podlehlo. Událost se rychle začala označovat jako Bostonský masakr. Přehánění a rozšiřování informací o masakru změnilo postoj mnoha kolonistů vůči Británii. Událost také roztočila spirálu zhoršování vztahů mezi Brity a koloniemi, zvlášť v Massachusetts.
V roce 1767 schválila Britská vláda Townshend Act, jejichž autorem byl ministr financí Charles Townshend. Tento zákon zdanil několik podstatných komodit, včetně papíru, skla a čaje. Rozhořčení kolonisté zorganizovali bojkot britského zboží. 16. prosince 1773 se skupina mužů vedených Samuelem Adamsem, převlečených za mohavské indiány vkradla na britskou obchodní loď s čajem a vysypala do moře zboží v hodnotě zhruba 10 000 liber. Tato událost se stala známou jako bostonské pití čaje (anglicky „Boston Tea party“).
Britská vláda odpověděla zavedením několika nařízení, která se stala známá mezi kolonisty jako „Intolerable Acts“ (česky: ,,nepřijatelná nařízení"), ve Velké Británii spíše známa jako „Coercive Acts" (česky: ,,donucovací zákony ), která mimo jiné obsahovala také uzavření bostonského přístavu, dokud kolonie neodškodní obchodníky, kterým bylo zničeno zboží. Dalším ještě důležitějším faktem bylo sebrání práva na samosprávu kolonii Massachusetts. Tyto zákony dále vedly k zhoršení mínění kolonistů o Británii a jsou považovány za jeden z klíčových bodů na cestě k revoluci.

## Liberalismus a republikanismus
Myšlenky Johna Lockeho o liberalismu, výrazně ovlivnily politické myšlení v pozadí revoluce. Například „teorie společenské smlouvy“ zahrnovala přirozené právo lidu sesadit svého vůdce, pokud jim byla upřena historická práva, jaká mají Angličané. Při sepisování státní ústavy použili Američané Montesquieuovu analýzu ideálně vyvážené britské ústavy.
Motivační silou v pozadí revoluce byla americká „nástavba“ politické ideologie zvané republikanismus, který byl dominantní v koloniích do roku 1775. Zemská strana (country party) v Británii, která kritizovala britskou vládu a zdůrazňovala své obavy z korupce, měla silný vliv na americké politiky. Kolonisté spojovali „dvůr“ s luxusem a dědičnou aristokracií, kterou Američané stále více odsuzovali. Korupce byla největším potenciálním zlem a občanská ctnost vyžadovala postavit občanskou povinnost proti vlastním zájmům. Muži měli občanskou povinnost bojovat za vlast.[zdroj⁠?!] Pro ženy se „republikové mateřství“ stalo ideálem.[zdroj⁠?!] Prvořadou povinností žen republikánek bylo vštípit republikánské hodnoty jejich dětem a vyvarovat se luxusu.[zdroj⁠?!] „Zakládající otcové (Founding Fathers)“ byli silnými obhájci republikanismu, zvlášť: Samuel Adams, Patrick Henry, Thomas Paine, Benjamin Franklin, George Washington, Thomas Jefferson a John Adams.

## Spor ozápadní teritoria
Královský dekret z roku 1763 omezil pohyb Američanů přes Appalačské pohoří, nedbaje na skupiny osadníků, kteří pokračovali v pohybu na západ. Dekret byl ve velmi krátké době upraven, aby již nebyl pro osadníky překážkou, ale vznikl bez konzultace s Američany, což je do značné míry pohoršilo. Québec Act z roku 1774 posunul hranice Québecu k řece Ohio a nebral ohled na stížnosti 13 kolonií a jejich území. Od tohoto momentu začali brát Američané jen malý ohled na zákony z Londýna. Začali cvičit milice a připravovat se na válku.

## Krize 1772–1775
I když se v rámci americké revoluce stala celá řada událostí, existoval specifický sled událostí, které vedly k vypuknutí války. V červnu 1772 došlo k Aféře Gaspée: britská válečná loď, která ostře prosazovala nepopulární obchodní omezení, byla zapálena americkými vlastenci. Brzy poté guvernér Thomas Hutchinson z Massachusetts oznámil, že on a královští soudci budou placeni přímo z Londýna, a tak obešel koloniální zákonodárný sbor. Později v roce 1772 vytvořil Samuel Adams Výbor korespondentů (Committees of Correspondencia), který spojoval vlastence ve všech 13 koloniích a měl případně poskytnout podporu pro vládu rebelů. Začátkem roku 1773 vytvořil stát Virginie, největší kolonie, svůj Výbor korespondentů, v němž působili i Patrick Henry a Thomas Jefferson.
Nepřijatelná nařízení (Intolerable Acts), jak byla pojmenována kolonisty, obsahovala čtyři zákony schválené Britským parlamentem. První byl „Zákon vlády v Massachusetts“, který změnil massachusettskou chartu a omezil městská zasedání. Druhým nařízením byl příkaz ministerstva spravedlnosti, které nařídilo, že všichni britští vojáci mají být verbováni ve Velké Británii, nikoliv v koloniích. Třetím bylo „nařízení pro Bostonský přístav (Boston Port Act)“, které uzavřelo přístav v Bostonu, dokud nebudou Británii nahrazeny všechny ztráty způsobené „Bostonským pitím čaje“ (Británii nikdy nebyl vrácen ani cent). Čtvrté nařízení byl Quartering Act z roku 1774, který umožňoval umístit britské jednotky v neobydlených budovách. První kontinentální kongres potvrdil Suffolské usnesení, které deklarovalo „nepřijatelné nařízení“ jako protiústavní a vyzvalo lid, aby začal formovat milice a Massachusetts, aby zformovalo vládu patriotů.
V reakci zejména na „Massachusetts Government Act“, vytvořil lid ve Worchesteru linii ozbrojenců před místním soudem a odmítl do budovy vpustit britské soudce. Podobné události se začaly dít v celé kolonii. Na potlačení rebelie bylo z Anglie vyslány Britské vojsko; než však dorazilo do oblasti, byla celá kolonie Massachusetts, kromě města Boston, kde byla velká Britská posádka, v rukou kolonistů.

## Boje vLexingtonu (1775)

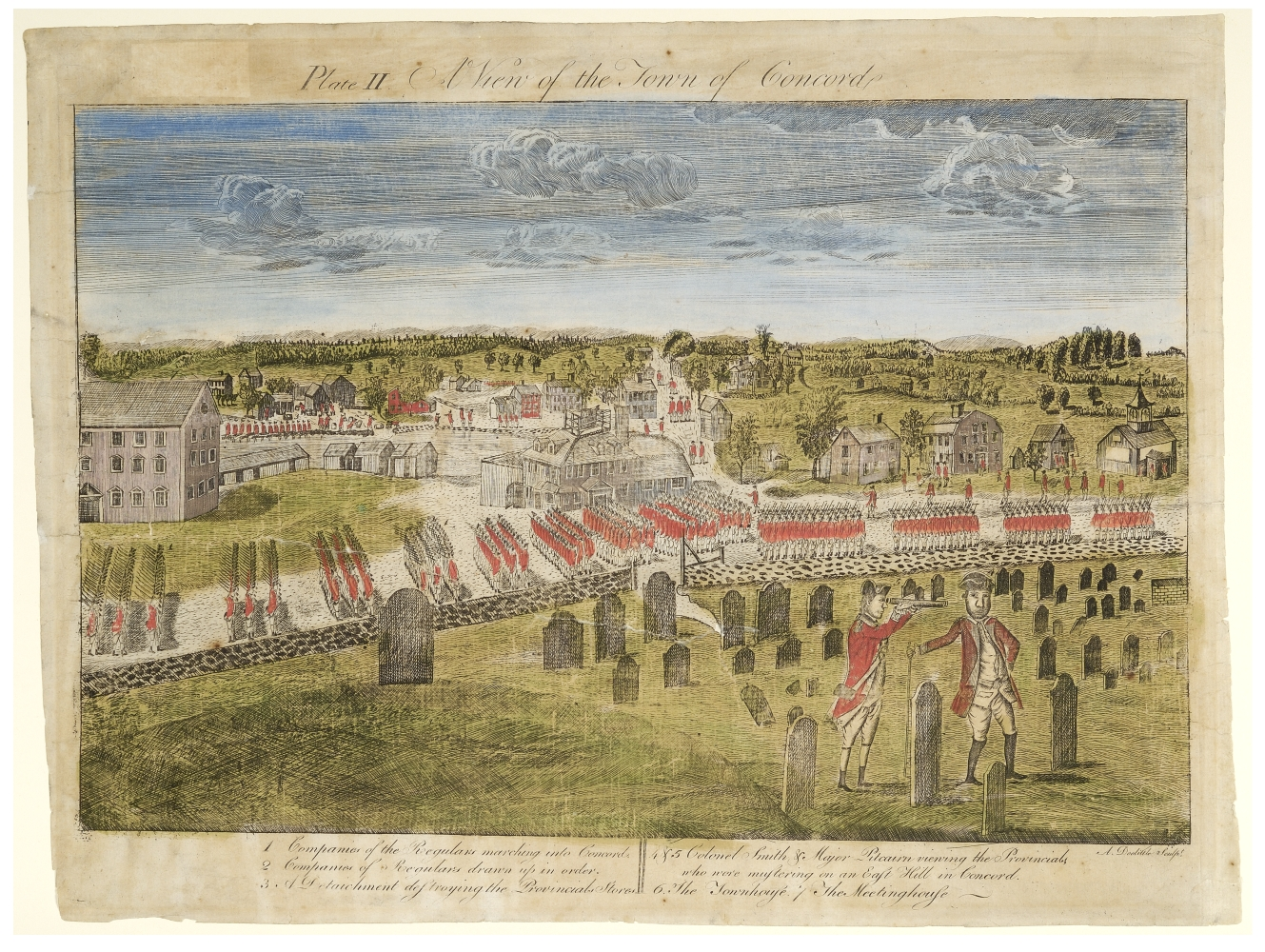
Britové ve městě Concorde (1775)

Bitva o Lexington a Concord vypukla 19. dubna 1775, kdy Britové vyslali vojenský oddíl, aby zabavil zbraně a zatkl revolucionáře ve městě Concorde. Byla to první bitva v americké válce o nezávislost a zpráva o ní okamžitě vyburcovala všech 13 kolonií, které povolaly milice a vyslaly jednotky s cílem obléhat Boston. Bitva o Bunker Hill vypukla 17. června 1775. Na jaře 1776 přinutili kolonisté vedení velitelem Georgem Washingtonem Brity opustit Boston. Patrioti získali kontrolu ve všech 13 koloniích a byli připraveni vyhlásit nezávislost. I když bylo v koloniích mnoho loyalistů, neměli od července 1776 kontrolu nikde, a všichni britští důstojníci utekli.
Druhý kontinentální kongres byl svolán v roce 1775 po zahájení války. Kongres vytvořil kontinentální armádu a poslal výzvu (Olive Branch Petition) králi jako snahu o usmíření. Král Jiří III. ji odmítl přijmout a místo toho vydal Prohlášení o rebelii (Proclamation of Rebellion), která vyžaduje akci proti zrádcům. Do roku 1783 s koloniemi nevyjednává.

## Názorové skupiny mezi kolonisty

### Patrioti – revolucionáři
Revolucionáři byli nazýváni také Patrioti (Patriots), Liberálové (Whigové), Kongresmani (Congress-man) nebo také Američané (Americans). Pocházeli ze všech ekonomických a sociálních skupin, ale všichni jednomyslně podpořili potřebu bránit práva Američanů. Po válce patrioti jako George Washington, James Madison, John Adams, Alexander Hamilton, a John Jay byli hluboce oddaní republikanizmu a také toužili vybudovat bohatý a mocný národ, zatímco vlastenci jako Patrick Henry, Benjamin Franklin a Thomas Jefferson hájili demokratické hodnoty a zájmy zemědělců, kteří chtěli pro společnost širší politickou rovnost.

### Loyalisté a neutrálové

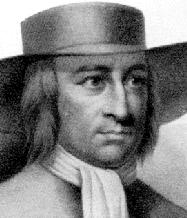
Zakládající člen kvakerů George Fox

Minorita neurčité velikosti zůstala během války neutrální, většinou z nižší třídy. Nejvýznamnější z této skupiny byli kvakeři. Existovali také loyalisté, kteří nebyli vysoce postavení. Významným příkladem toho byli Indiáni, kteří odmítli prosbu Američanů o neutralitu a mnohé kmeny se přidaly k loyalistům. Obě strany vedla k loyalismu pohnutka zajistit si vliv lokálních kmenů, které závisely na koloniálním obchodu, což vedlo k odcizení se od patriotů.
I když není možné zjistit přesné číslo, historici odhadují, že 15-20 % obyvatel kolonií zůstalo věrných britské koruně. Tito se stali známí jako loyalisté (Loyalist), konzervativci (Tories), Muži krále (Kings men). Loyalisté kteří byli často starší, si méně přáli prolomit starou věrnost koruně, často byli spojeni s anglikánskou církví, a měli mnoho zavedených obchodů a obchodní konexe v celém Britském impériu, jako například Thomas Hutchinson z Bostonu. Noví imigranti, kteří nebyli plně amerikanizovaní, měli sklony podporovat krále.
Po válce většina loyalistů v Americe zůstala a vedla normální život. Někteří, jako například Samuel Seabury, se stali prominentními americkými vůdci. 100 000 až 200 000 loyalistů se přestěhovalo do Kanady, Britské západní Indie, a stáli za jednou z největších migrací v historii. Jednalo se přibližně o 5% populace. Do Britské západní Indie s sebou vzali 75 000 otroků, jejichž potomci se stali svobodnými o 26 let dříve než by byli v USA.
Další velmi slabě zdokumentovanou skupinou, která se připojila k loyalistům, byli afroameričtí otroci, kteří byli aktivně rekrutováni do britské armády, s příslibem svobody, možností chránit své rodiny a často jim byla přislíbena i půda.

## Třídní rozdíly mezi Patrioty
Historikové, jako například J. Franklin Jameson ze začátku 20. století, zkoumali třídní složení patriotů, hledajíce důkaz, že během revoluce probíhal třídní boj. Za posledních 50 let, historici od této interpretace upustili, místo toho zdůraznili vysokou úroveň ideologické jednoty. Dokud Loyalisti tvořili skupinu chudých a bohatých, vlastenci tvořili pestřejší směs, s tím, že bohatší a lépe vzdělaný měl větší šanci stát se důstojníkem v armádě. Ideologické požadavky byly na prvním místě, patrioti viděli v nezávislosti způsob osvobození se zpod britského útlaku a daní, ale především se dožadovali svých politických práv. Většina farmářů, řemeslníků a drobných obchodníků se přidalo k Patriotům právě z těchto důvodů.

## Vznik nových států

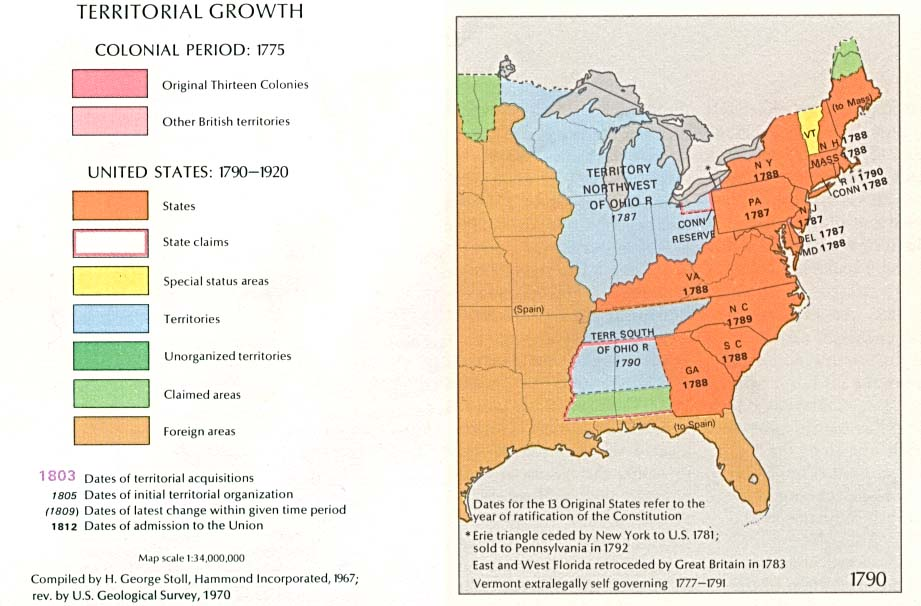
Mapa nových států s daty přijetí nové ústavy

V létě 1776, kdy patrioti kontrolovali všechna území, byli bezmocní Loyalisti. Všech 13 států svrhlo stávající vlády, uzavřeli soudy a vyhnali britské agenty a guvernéry z jejich domů. Zvolili zákonodárné shromáždění, která však existovala bez zákonného rámce. Nová ústava byla nutná v každém státě, aby se změnil royalistický charakter. Nyní tak již byly státy, nikoli koloniemi.
5. ledna 1776 New Hampshire ratifikoval ústavu, šest měsíců před podpisem Deklarace nezávislosti Spojených států. V květnu 1776 kongres schválil potlačení jakékoli autority koruny a její nahrazení lokální oprávněnou autoritou. Virginie, Jižní Karolína a New Jersey vytvořily ústavu před 4. červencem. Rhode Island a Connecticut jednoduše upravily jejich stávající ústavy a vymazaly z nich veškeré vztahy ke koruně.
Nové státy se musely rozhodnout, jakou formu vlády si vytvoří, nejprve však bylo třeba vymyslet, jak vybrat ty, kteří vytvoří ústavu a jak bude následný dokument ratifikován. V zemích, kde bohaté firmy dohlížely na proces ratifikace (Maryland, Virginia, Delaware, New York a Massachusetts), měly ústavy své charakteristické rysy:
- dvoukomorový zákonodárný sbor
- majetkový cenzus pro volitelná místa
- významní jedinci mohli mít několik postů ve vládě
- byla v nich uvedená státní víra
- silný guvernér s právem veta a velkou autoritou

V méně majetných státech, především Pensylvánie, New Jersey a New Hampshire, byly schváleny ústavy s těmito znaky:
- silný jednokomorový zákonodárný sbor
- zákaz pro jednotlivce zastávat více postů
- univerzální hlasovací právo podle věku nebo nejméně majetkové požadavky pro možnost být volen nebo zastávat úřad
- relativně slabý guvernér, bez práva veta a bez významné autority

## Nezávislost – 1776
10. ledna 1776 vydal Thomas Paine politický pamflet s názvem Zdravý rozum (Common Sense), ve kterém se psalo, že jediný způsob, jak vyřešit problémy s Británií je republikanismus a vyhlášení nezávislosti na Velké Británii.
4. července 1776 byla deklarace nezávislosti ratifikována druhým kontinentálním kongresem a podepsána. Tento den je ve Spojených státech státním svátkem, dnem nezávislosti. Válka začala v dubnu 1775, zatímco deklarace nezávislosti byla vydána v červenci 1776. Do tohoto momentu se kolonie snažily jen o výhodné příměří, ale od teď všechny důrazně volaly po nezávislosti.
Dokumenty známé jako The Articles of Confederation and Perpetual Union, známější též jako Articles of Confederation (Články o konfederaci), vytvořily první ústavní dokument Spojených států amerických, a spojily kolonie do volné konfederace svrchovaných států. Druhý kontinentální kongres přijal články v listopadu 1777, i když byly oficiálně ratifikovány do tří let.

## Válka

### Britové se vracejí (1776–1777)

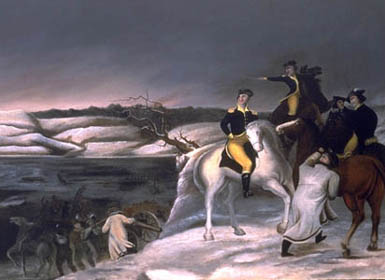
Washington překračuje řeku Delaware

Britové se vrátili na bojovou scénu v srpnu roku 1776, kdy nasadili kontinentální armádu k největší akci během revoluce, Bitvě o Long Island. Nakonec se zmocnili New Yorku, který dříve získal americký generál George Washington. Ve městě si zřídili politickou a vojenskou základnu a drželi ji až do roku 1783. Také obsadili New Jersey, ale Washington nečekaně překročil řeku Delaware, porazil britskou armádu v Trentonu a Princetonu, a získal tak New Jersey zpět. V roce 1777 Britové vyslali dva nekoordinované útoky.
Posádka v New Yorku porazila Washingtona a obsadila Filadelfii. Simultánní druhá armáda vtrhla z Kanady s cílem odříznout Novou Anglii, ale byla chycena do pasti a v říjnu 1777 uvězněna v Saratoze, ve státě New York. Toto vítězství posílilo odhodlání Francie, aby oficiálně vstoupila do války, a Benjamin Franklin zahájil v roce 1778 jednání o vojenském spojenectví. Později se Španělsko a Nizozemí spojilo s Francií a nechali Británii bojovat válku osamocenou, s blokádou v Atlantiku. A tak Američané bojovali ve válce s Británií pouze na jedné frontě.
Kvůli tomuto spojenectví a špatné vojenské situaci, Sir Henry Clinton, britský velitel, opustil Filadelfii, aby posílil New York. Generál Washington se pokusil zastavit ústup Britů, což vedlo k bitvě u Monmouth Court House, poslední velké bitvě v severních státech. Po rozporuplných jednáních Britové úspěšně ustoupili do New Yorku. Severní válka se pak dostala do patové situace.

## Britové útočí na jihu

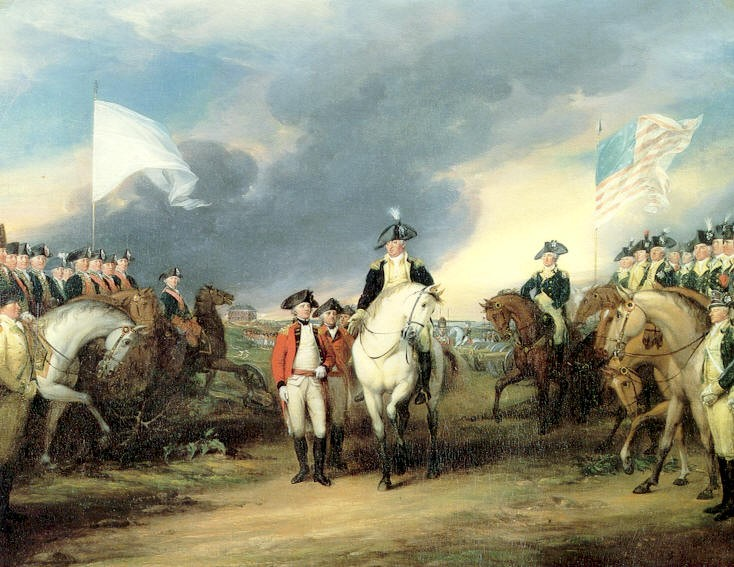
Generál Cornwallis se vzdává u Yorktownu (dobová olejomalba)

Dobývání Yorktownu skončilo kapitulací britské armády a otevřelo cestu k ukončení americké války za nezávislost. Na konci prosince 1778 Britové obsadili Savannah a začali se přesouvat na sever do Jižní Karolíny. Severní Georgie nebyla obsazena; patrioti zvítězili v bitvě u Kette Creek v okrese Wilkes v Georgii. Britové se pohnuli, aby obsadili Charleston a vybudovali síť opevněných ostrovů věříce, že loyalisti se postaví na odpor. Avšak loyalistů nebylo dost a tak se Britové museli sami probojovat na sever do Severní Karolíny a Virginie, kde očekávali záchranu od britské flotily, která však byla poražena francouzským loďstvem. Uvězněná v Yorktownu, Virginii a pod kombinovanými útoky amerických a francouzských jednotek se britská armáda pod velením generála Corwallise Washingtonovi v říjnu 1781 vzdala. I když chtěl král Jiří III. bojovat, jeho podporovatelé ztratili vliv v parlamentu a válka skončila ve prospěch USA. Konečná námořní bitva se udála 10. března 1783 u mysu Cape Canaveral.

## Otázka zrádců

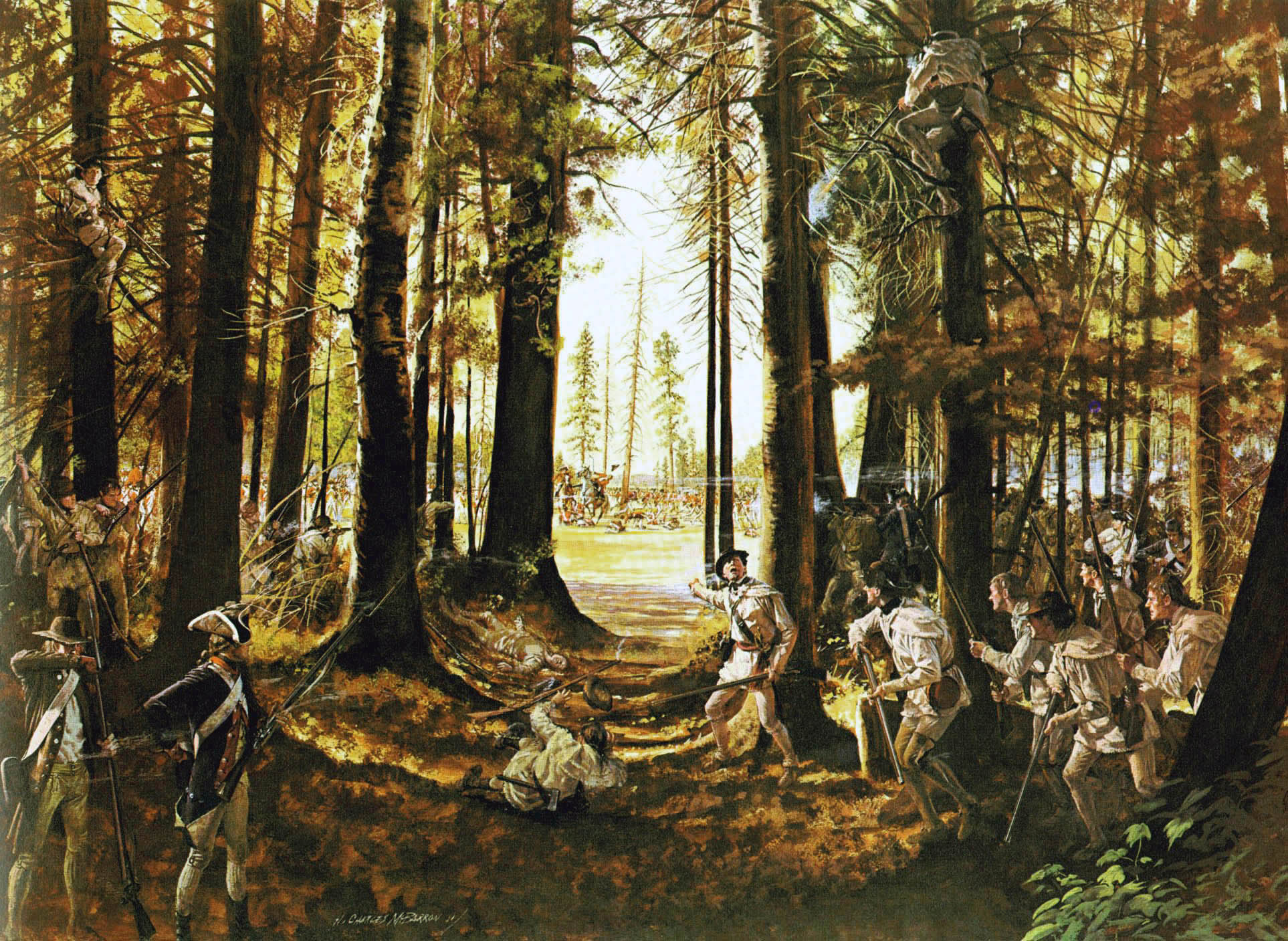
Američtí vojáci zahajují útok na Brity

V srpnu 1775 král prohlásil Američany, kteří povstali, za zrádce koruny. Britská vláda nejprve začala zacházet se zajatci jako s kriminálníky. Byli uvrženi do vězení a byly proti nim chystány soudy za velezradu. Lord Sackville a Lord Sandwich byli dychtiví tyto procesy co nejdříve začít. Množství zajatců z Bunker Hill očekávalo, že budou oběšeni, ale guvernér se rozhodl soudy a popravy zastavit.
Na územích kontrolovaných Američany se totiž nacházelo na 10 000 loyalistů, kterým hrozila odvetná opatření ze strany Američanů, a Britové stavěli svou strategii na jejich podpoře. Po porážce u Saratogy v roce 1777 byly tisíce britských zajatců v rukou Američanů, a byly účinnými rukojmími. Proto ani jeden zajatý Američan nakonec nebyl souzen za vlastizradu, i když s nimi bylo špatně zacházeno a podléhali právu válčící strany. V roce 1782 byl výnosem parlamentu změněn jejich status ze zrádců na válečné zajatce. Po skončení války obě strany své zajatce propustily.

## Mírová smlouva
Mírová smlouva s Velkou Británií, známá také jako pařížská smlouva dala Spojeným státům veškeré území na východ od řeky Mississippi a na jih od Velkých jezer, i když nezahrnovala Floridu (3. září 1783 se Británie dohodla se Španělskem o vrácení Floridy zpět Španělsku). Národy amerických indiánů nebyly součástí žádné smlouvy a nezávislost je v podstatě ani nezajímala, dokud nebyli vojensky poraženi armádou USA. Záležitosti hranic a dluhů nebyly řešeny až do Smlouvy z Jay (Jay Treaty) v roce 1795.